# Banan
Banan (en chino simplificado, 巴南区; pinyin, Bānán qū; literalmente, ‘Ba del sur’) es un distrito urbano bajo la administración del municipio de Chongqing, en el centro de la República Popular China. Se ubica en las riveras del río Yangtsé y al sur de la cuenca de Sichuan. Su área es de 1822 km² y su población total para 2019 fue cercana al millón de habitantes.

## Administración
Desde enero de 2014 el distrito de Banan se divide en 23 pueblos que se administran en 9 subdistritos y 14 poblados.